# Trichiurus nickolensis
Trichiurus nickolensis és una espècie de peix pertanyent a la família dels triquiúrids.

## Descripció
- Pot arribar a fer 70,2 cm de llargària màxima.
- 3 espines i 138-143 radis tous a l'aleta dorsal i 1 espina i 108-117 radis tous a l'anal.
- 160-166 vèrtebres.
- Presenta una forta pigmentació en la secció anterior de la membrana de l'aleta dorsal.
- El marge dorsal del cap és còncau.[5][6]

## Hàbitat
És un peix marí, bentopelàgic i de clima subtropical que viu entre 77 i 79 m de fondària.

## Distribució geogràfica
Es troba al nord d'Austràlia.

## Observacions
És inofensiu per als humans.